# Carola Hakola
Carola Hakola (* 24. August 2002 in Tampere) ist eine finnische Schauspielerin und Webvideoproduzentin.

## Leben und Karriere
Hakola wurde am 24. August 2002 in Tampere geboren. Sie besuchte die Tampereen yhteiskoulun lukio. 2021 bekam sie in der Serie Häräntappoase eine Hauptrolle. Anschließend war sie 2022 in Koskinen zu sehen. Im selben Jahr wurde sie für die Serie Poikani Joel gecastet. 
Zeitgleich ist sie auf TikTok aktiv und dreht verschiedene Kurzvideos.

## Filmografie
Serien
- 2021: Häräntappoase
- 2022: Koskinen
- 2022: Poikani Joel